# Robert Arató
Robert Arató (Spišská Nová Ves, antigua Checoslovaquia, 5 de junio de 1959) es un artista visual eslovaco.

## Biografía
Robert Arató nació el 5 de junio de 1959 en Spisská Nová Ves (Checoslovaquia), aunque emigró con su familia a Alemania en 1968. Entre 1980 y 1981 se formó en la Academia de Bellas Artes de San Francisco, con Joe Doyle. Entre 1981 y 1984 estudió en la Academia de Bellas Artes de Múnich, con el profesor Jürgen Reipka, graduándose como maestro en Bellas Artes.
De 1984 y a 1997 realiza numerosos proyectos artísticos y comerciales, relacionados con disciplinas tan variopintas como el diseño aeronáutico, la arquitectura y el interiorismo, el medio ambiente, la ilustración y el diseño de escenarios teatrales y cinematográficos, siempre compaginados con exposiciones de pintura. Durante el mismo periodo puso también en marcha una empresa de restauración de monumentos históricos. Desde 1996 establece su residencia fija en Ibiza, donde trabaja como artista independiente.

## Trabajo
Las obras pictóricas de Robert Arató se suelen atribuir a la corriente del hiperrealismo entrando en el terreno del realismo abstracto, con el uso de pinceladas gruesas y la búsqueda de la imitación del comportamiento de la luz. 
Pinta de gran formato obras con el mar como modelo, también trabaja arte abstracto puro y otros trabajos pictóricos experimentales. 
Centra sus pinturas en su proceso de formación, que comienza en la preparación del lienzo, este proceso quedó bien recogido en su libro Art In Motion I. Sus pinturas se componen de varias capas cuidadosamente construidos imitando el comportamiento de los objetos al reflejar la luz. La fascinación de los tonos azules en combinación con la reproducción de los fenómenos atmosféricos de la luz, el aire y el agua son los atractivos en las obras más conocidas de Robert Arató.

## Exposiciones ( selección)
- 1988 : Renacimiento Weser Museo, Lemgo
- 1995 : Arminius, Bad Salzuflen
- 1996 : Museos Reiss-Engelhorn, Mannheim
- 1996 : La maison, Ibiza
- 1997 : Virginia bader bellas artes, Los Ángeles
- 2001 : Galerie Lauth, Ludwigshafen
- 2002 : Galería de Arte Moderno, Karlsruhe y galería Spagl, Passau
- 2003 : Galería Altalene, Madrid
- 2009 : Aeropuerto de Barajas, Madrid[1]
- 2010 : Can Jeróni, Ibiza
- 2011 : Galería de Bullit Azul, Ibiza
- 2012 : Art Karlsruhe (Galería Lauth)
- 2013 : Art Karlsruhe (Galería Lauth)
- 2014 : Galería Jull & Friends, Ibiza

## Escritos y literatura
- Lauth, Sibylle, Paint Works - Robert Arató, Ludwigshafen 2005
- Art in Motion 1 - Robert Arató, Ibiza 2012